# Marguerite Gale
Marguerite Gale foi uma atriz de cinema estadunidense da era do cinema mudo, que atuou em 9 filmes entre 1915 e 1920.[carece de fontes?]

## Biografia
Marguerite nasceu em 4 de julho de 1885, em Bleecker, Nova Iorque, filha de Charles H. Robinson.
Seu primeiro filme foi How Molly Made Good, em 1915, pela Photo Drama Company, como protagonista. Em seguida atuou no seriado The Yellow Menace, de 1916, pela Serial Film Corporation, ao lado de Edwin Stevens e Florence Malone. Atuou também pela Triangle Film Corporation e World Film. Em 1920 fez seu último filme, In the Shadow of the Dome. Também atuou e excursionou em vaudeville, e seu marido, Howard Gale, era gerente teatral.

## Vida pessoal e morte
Casou com Howard Gale, gerente teatral. Morreu de problemas cardíacos no St. Mary's Hospital, em Amsterdam, Nova Iorque, a 20 de agosto de 1948. Deixou as irmãs Lena M. Hunter, Nellie B. Denton e Mrs. Thankful D. Hollenbeck.

## Filmografia
- How Molly Made Good (1915)
- The Yellow Menace (1916)
- The Man Hater (1917)

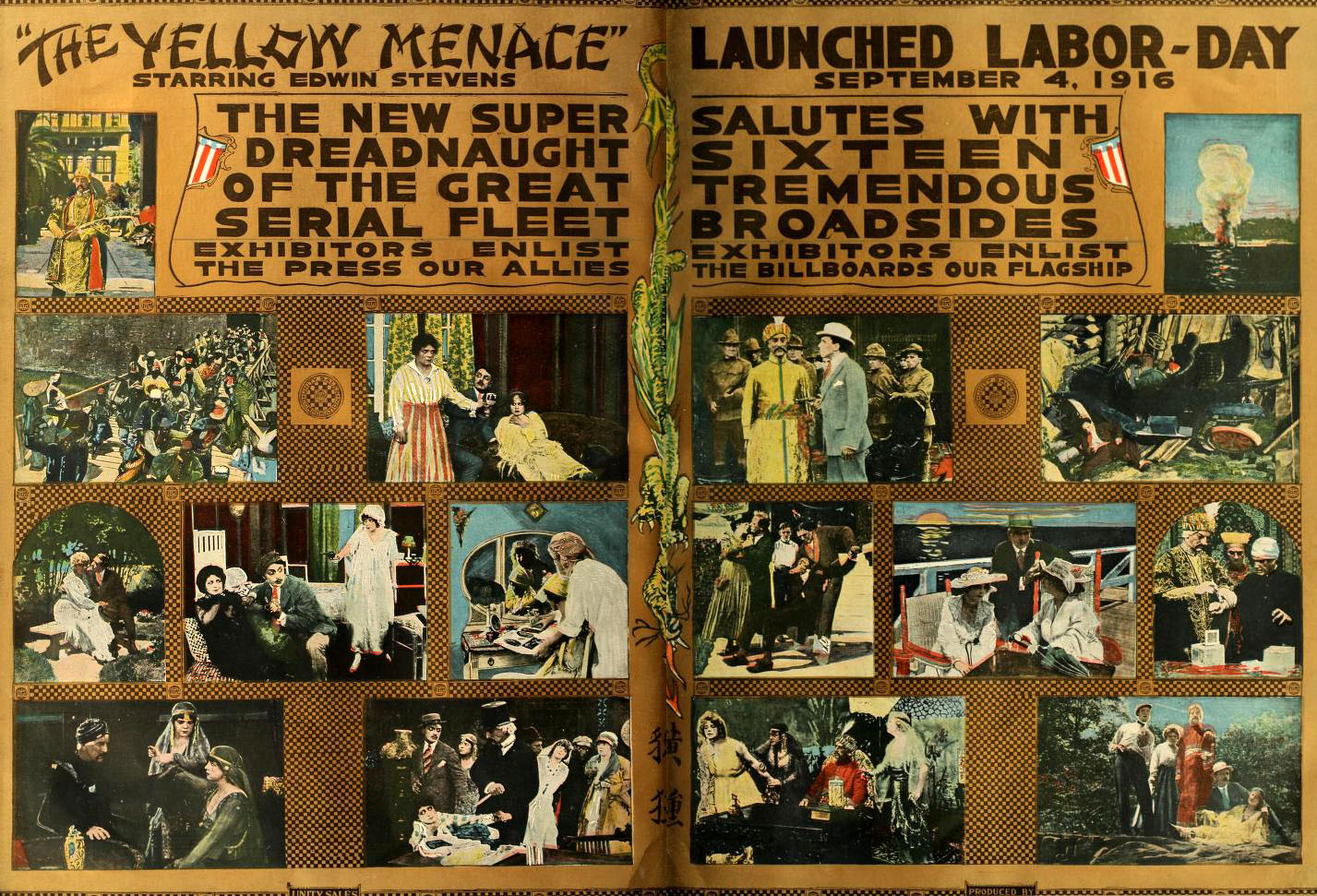
Cartaz anunciando o seriado The Yellow Menace, em que Gale atuou em 1916.

- The Beautiful Mrs. Reynolds (1918)
- Joan of the Woods (1918)
- Mandarin's Gold (1919)
- The Hand Invisible (1919)
- The Poison Pen (1919)
- In the Shadow of the Dome (1920)